# اینا ژوکووا
اینا ژوکووا (به انگلیسی: Inna Zhukova) ژیمناست زادهٔ ۶ سپتامبر ۱۹۸۶ میلادی اهل کشور بلاروس است.